# Огієнко-Олів'є Лілія Олександрівна
Лілія Олександрівна Огієнко-Олів'є (нар. 25 листопада 1946, Луцьк) — українська та французька актриса, кінорежисер, сценарист.

## Біографія
Народилася 25 листопада 1946 року у Луцьку. Прізвище Огієнко належить її вітчиму. Мати була кандидатом педагогічних наук та лектором товариства «Знання», а вітчим — інженером.
У 1971 році вона отримала вищу освіту на сценарно-кінознавчому факультеті Всесоюзного державного інституту кінематографії у Москві. Під час студентства, у 1969 році, відбувся дебют Лілії як актриси у фільмі «Дворянське гніздо» режисера Андрія Михалкова-Кончаловського.
У 1975 році вступила до аспірантури Інституту історії мистецтв АН СРСР. Навчання поєднувала з викладацькою діяльністю. Темою кандидатської дисертації було «Ритм та кіно». Але Лілія її так і не захистила, бо дисертація була присвячена «буржуазному» американському кіно 1930-х років.
Протягом 1975—1982 років викладала кіномонтаж у Київському державному інституті театрального мистецтва імені Івана Карпенка-Карого та була редактором кіностудії «Укркінохроніка».
У 1982 році переїхала до Франції, де у Парижі продовжила свою кар'єру кінорежисера.
Багато робить для пропаганди українського кіно за кордоном (на Берлінському, Марсельському, Роттердамському кінофестивалях документального кіно тощо).
Член Національної Спілки кінематографістів України і Французької спілки авторів мас-медіа.

## Родина
Першим офіційним чоловіком Лілії став Рустам Хамдамов, російський кінорежисер, сценарист та художник татарсько-узбецького походження. З ним актриса познайомилася в студентські роки. В молодої сім'ї народився син Данило, але це не врятувало шлюб, який згодом розпався. У Франції одружилася вдруге із французом Тєррі Олів'є та змінила прізвище на Огієнко-Олів'є. Подружжя виховує двох синів — Данила та Клима.

## Фільмографія
- Співавтор сценарію (з М. Волоцьким) документального фільму «Маланчине весілля» (1979, реж. О. Коваль. Срібний приз на кінофестивалі в Лейпцигу).

Створила документальні кінокартини:
- «Літні ночі» (1988);
- «Сховище» (Срібний приз фестивалю історичного фільму 1989 р. у Франції);
- «Позашлюбні діти Антона Веберна» (Головний приз фестивалю в Луврі, Спеціальний приз журі Міжнародного кінофестивалю в Берліні, приз «За свободу творчого вислову» Міжнародного фестивалю в Монреалі, 1993).

Знялася у фільмах:
- «Дворянське гніздо» (1969, Мосфільм, А. Кончаловський; княжна Гагаріна);
- «Спорт, спорт, спорт» (1970, Мосфільм, реж. Е. Климов);
- «Гість» (1980, к/м, Одеська кіностудія, реж. І. Мінаєв; Марина);
- «Срібний обрій»;
- «Дійові особи та виконавці»;
- «Анна Карамазофф»/ Anna Karamazoff (1991, реж. Р. Хамдамов, Росія—Франція);
- «Полювання на метеликів» (1992, реж. О. Іоселіані, Італія—Німеччина—Франція) та ін.